# Shawna Leneé
Shawna Leneé, née le 12 avril 1987 à Cleveland, est une actrice pornographique américaine.

## Biographie
Elle entame sa carrière dans le cinéma pornographique dès 2005 sous le pseudonyme de Kara Bare, puis Kara Mynor, avant d'opter finalement pour celui de Shawna Leneé.
En juillet 2008, elle devient la Penthouse Pet du magazine érotique américain Penthouse dont elle fait la couverture. Elle participe notamment au deuxième volet du film Pirates intitulé "Stagnetti's Revenge", une production américaine à très gros budget de Digital Playground.
En janvier 2009, Shawna Lenee est nommée à deux reprises lors des AVN de Las Vegas.
En janvier 2010, elle remporte un trophée aux AVN Awards pour une prestation dans un film avec Rocco Siffredi.
En 2010 le lobby de pression "Parents Television Council" a obligé Apple à enlever les applications de Shawna Lenee sur iTunes.

## Récompenses
- 2010 : AVN Award - Unsung Starlet of the Year